# اندی هینچکلیف
اندی هینچکلیف (به انگلیسی: Andy Hinchcliffe) بازیکن فوتبال زادهٔ ۵ فوریه ۱۹۶۹ اهل کشور انگلستان بود که سابقهٔ بازی در تیم ملی فوتبال انگلستان را در کارنامهٔ خود دارد. وی در تاریخ ۱ سپتامبر ۱۹۹۶ نخستین بازی ملی خود را در مقابل تیم ملی فوتبال مولداوی انجام داد و با حضور در ۷ بازی ملی، در تاریخ ۱۰ اکتبر ۱۹۹۸ واپسین بازی ملی‌اش را در برابر تیم ملی فوتبال بلغارستان برگزار کرد.